# Big Noyd
Big Noyd, né TaJuan Akeom Perry le 7 mai 1975 à New York, est un rappeur américain. Il est proche du groupe Mobb Deep, et a participé à tous leurs albums à l'exception de Blood Money. Il est d'origine porto-ricaine et afro-américaine.

## Biographie
La première participation de Big Noyd remonte au titre Stomp 'Em Out extrait du premier album du groupe Mobb Deep, Juvenile Hell publié en 1993, mais ce n'est qu'à partir de leur album The Infamous en 1995, que Big Noyd attire réellement l'attention. Sur le titre de Mobb Deep, Give Up the Goods (Just Step), extrait de leur album The Infamous, il s'occupe du second verset (Yo, it's the R-A-double-P-E-R N-O-Y-D, niggas can't fuck with me!). Il expliquera plus tard avoir signé un contrat de 300 000 dollars rien qu'avec ce verset.
Son premier album, Episodes of a Hustla, est publié le 16 septembre 1996 sur le label Tommy Boy Records, qui atteint la 59e place du Top R&B/Hip-Hop Albums,. Noyd est incarcéré à la période durant laquelle l'album est publié.
En 2003, Big Noyd revient avec un deuxième album, Only the Strong le 23 septembre. Cet album, comme pour son prédécesseur, fait participer Mobb Deep ; l'album atteint les classements musicaux, comme la 27e place des Top Independent Albums.
En 2004, Big Noyd publie son troisième album, On the Grind, toujours avec les artistes de Mobb Deep. L'album est publié indépendamment sur le label Monopolee Records. Il fonde son propre label Noyd Inc. en 2007.

## Vie personnelle
Il est père d'une fille nommée Tiara Perry, résidente dans le Queens.

## Discographie

### Albums studio
- 1996 : Episodes of a Hustla
- 2003 : Only the Strong
- 2005 : On the Grind
- 2006 : The Stick Up Kid
- 2008 : Illustrious
- 2010 : Queens Chronicle

### Compilations
- 2003 : Armed and Dangerous: The Best of Big Noyd
- 2007 : Big Noyd Presents: The Co-Defendants, Volume 1